# Pays sans nom
Pays sans nom est une mélodie composée par Louis Aubert en 1926 sur un poème d'Édouard Schneider.

## Composition
Louis Aubert compose Pays sans nom en 1926, « véritablement pensé pour voix et orchestre », sur un poème d'Édouard Schneider. La mélodie est orchestrée la même année.

## Analyse
Louis Aubert est « avant tout le musicien du voyage. Il nous entraîne avec son rythme de Habanera vers l'Espagne, nous invite à le suivre en Orient dans les Poèmes arabes ou De Ceylan. Mais ces noms évocateurs ne doivent pas nous faire oublier sa véritable quête : le pays sans nom ».

## Postérité
En 1967, Marcel Landowski et Guy Morançon s'interrogent, à propos de Louis Aubert : « Quand on a écrit Le Tombeau de Chateaubriand, Habanera, Sillages, Pays sans nom ou les Trois chants hébraïques, pour ne citer que quelques-unes de ses plus belles œuvres, peut-on être sûr qu'à travers modes, révolutions et oublis, un message a été transmis ? »

## Discographie
- Louis Aubert, Mélodies, par Françoise Masset (soprano), Christophe Crapez (ténor) et Claude Lavoix (piano), 2003, Maguelone MAG 111.134 (premier enregistrement mondial).

### Monographies
- Marcel Landowski et Guy Morançon (préface de Henry Barraud), Louis Aubert, musicien français, Paris, Durand & Cie, 1967, 98 p.

### Articles
- Vladimir Jankélévitch, Premières et Dernières Pages : Louis Aubert, Paris, Seuil, 1994 (1re éd. 1974), 318 p. (ISBN 2-02-019943-2 et 978-2-02-019943-8), p. 290-298.